# La Douze
 La Douze  (en occitano La Dosa) es una población y comuna francesa, situada en la región de Nueva Aquitania, departamento de Dordoña, en el distrito de Périgueux y cantón de Saint-Pierre-de-Chignac.

## Demografía
| 701 | 693 | 700 | 801 | 866 | 902 |
| Para los censos de 1962 a 1999 la población legal corresponde a la población sin duplicidades (Fuente: INSEE [Consultar]) |     |     |     |     |     |